# Глушков, Виктор Владимирович
Ви́ктор Влади́мирович Глушко́в (род. 17 декабря 1960, Калачинск, Омская область) — российский писатель, врач, коллекционер, иподиакон экзархата православных русских церквей в Западной Европе (Константинопольский патриархат).

## Биография
Родился в Сибири, в городе Калачинске в декабре 1960 года. Там же окончил среднюю школу № 1. В 1982–1984 годах служил в Советской Армии.
В 1988 году закончил санитарно-гигиенический факультет Омского государственного медицинского института. В студенческие годы подрабатывал медбратом ночными дежурствами в медсанчасти и на скорой помощи, а также манекенщиком в Омском доме модели. В период с 1988 по 1990 год работал главным врачом областного штаба студенческих отрядов отдела обкома ВЛКСМ. В феврале 1990 года эмигрировал во Францию. В 1998 году окончил факультет «Общество и культура в СНГ и странах Восточной Европы» в Парижском университете. В 2004 году окончил факультет французского языка в Университете Париж III Новая Сорбонна.
Литературный дебют состоялся в 1994 году на страницах омского альманаха «Иртыш» с притчей «Охотник».
В 2004 году выходит исторический роман «Переворотъ», где повествуется о драматических событиях времён гражданской войны в городе Омске. В книге даны исторические экскурсы в мировую историю, а также рассказ о развитии масонства.
В своём отзыве о романе, который был опубликован в третий раз с сокращениями и совместно с другими произведениями в книге «Спящий агент» (издательство Художественная литература, Москва, 2011 год), академик Георгий Пряхин говорит, что: «Виктор Глушков не боится самых острых тем, тяготеет к дискуссионности, к столкновению различных точек зрения в поисках истины, которая, как правило, лежит не то чтобы по середине, а глубже заявленных, порой лапидарных позиций».
В своём следующем произведении, повести «Спящий агент», писатель рассказывает незатейливую историю сибирского парня Максима, который, пройдя через все «тернии» советского воспитания, образования, а также службы в армии, обрёл любовь и семью во Франции. На фоне «шпионской» интриги читатели знакомятся с французскими спецслужбами, а также, с характером и жизнью современных парижан. Первая часть повести вышла в 2005 году и затем была дополнена новой главой и опубликована в книге под названием «Спящий агент» вместе с романом «Переворот» и притчей «Охотник».
Отрывок из повести «Спящий агент» был также опубликован в январе 2018 года в Париже в эмиграционном литературном издании «Из Парижска. Русские страницы». В 2020 году в этом же издании состоялась публикация отрывка из романа «Переворот».

### Романы
- 1997—2000 «Переворотъ», впервые опубликован Омским книжным издательством в 2001 году. Затем, в 2004 году роман выходит с новой главой в Омском книжном издательстве в книге «Охотник» и в сокращённом виде в издательстве «Художественная литература» в 2011 году (Москва).

### Повести
- 2005 «Спящий агент», впервые опубликован в неполном виде издательством «Воскресение» (Москва). В 2011 году опубликован целиком в одноимённой книге в издательстве «Художественная литература» (Москва).

### Притчи
- 1994 «Охотник», впервые опубликована в литературном альманахе «Иртыш» в 1994 году.

### Рассказы
- 2013 «Встреча с Олландом» Архивная копия от 26 апреля 2018 на Wayback Machine, опубликован интернет-журналом «Русский очевидец» в 2013 году.
- 2019 «Бельгийцы» (Юмореска) и «Друг». Опубликованы в литературном альманахе «Из Парижска. Русские страницы», № 9.
- 2020 «Парижский карантин». Опубликован в литературном альманахе «Из Парижска. Русские страницы», № 11.
- 2021 Вступительное слово «В поисках прогресса» и «Батюшки». Опубликованы в литературном альманахе «Из Парижска. Русские страницы», № 12.

### Статьи
- 2009 Икона Священномученика Сильвестра, Русская мысль, № 17 (4744), 1-7 мая 2009 года.
- 2009 Икона Священномученика Сильвестра, Благовещение, № 6 (80), июнь 2009 года.